# Эреда
Эреда (груз. ერედა) — село в Грузии, на территории Мцхетского муниципалитета края (мхаре) Мцхета-Мтианети.

## География
Село находится в центральной части Грузии, на расстоянии приблизительно 12 километров (по прямой) к северо-западу от города Мцхета, административного центра края и муниципалитета. Абсолютная высота — 653 метра над уровнем моря.

## Население
По результатам официальной переписи населения 2014 года в Эреде проживало 510 человек (259 мужчин и 251 женщина). В национальной структуре населения грузины составляли 99,6 %.
| Год  | Население, человек |
| ---- | ------------------ |
| 2002 | 565                |
| 2014 | ↘ 510              |